# Fantasy Games Unlimited
 (août 2024).
Pour les articles homonymes, voir FGU.
Fantasy Games Unlimited (plus connu sous l'acronyme FGU) est une société américaine éditrice de jeux de rôle.

## Présentation
Fondée en 1975 par Scott Bizar pour publier des jeux de guerre, ses premières publications furent Gladiators et Royal Armies of the Hyborean Age. La société se tourna ensuite vers la publication de jeux de rôle rédigés par des auteurs indépendants.
En 1979, Fantasy Games Unlimited a gagné le prix H.G. Wells des Origins Award pour les meilleures règles historico-médiévales grâce à Chivalry and Sorcery.
Le nouveau site web de la société FGU offre un catalogue complet de ses anciens jeux et propose de nouveaux suppléments pour Villains and Vigilantes, Bushido, Space Opera et Aftermath!

## Publications
- Aftermath!
- Archworld
- Bushido
- Bunnies & Burrows
- Blue Light Manual
- Broadsword
- Castle Plans
- Chivalry and Sorcery (les deux premières éditions)
- Citadel
- Daredevils
- Diadem
- Down Styphon!
- Fire, Hack & Run
- Flash Gordon & the Warriors of Mongo
- Les Trois Mousquetaires (jeu de rôle)|Flashing Blades/Les Trois Mousquetaires
- Frederick the Great[1]
- Freedom Fighters
- Galactic Conquest
- Gangster!
- Gladiators
- Land of the Rising Sun
- Lands of Adventure
- Legion
- Lords & Wizards
- Madame Guillotine
- Merc
- Mercenary
- Middle Sea
- Odysseus
- Oregon Trail
- Other Suns
- Pieces of Eight
- Privateers & Gentlemen
- Psi World
- Royal Armies of the Hyborean Age
- Skull & Crossbones
- Space Marines
- Space Opera
- Star Explorer
- Starships & Spacemen
- Swordbearer
- The Blue-Light Manual
- Towers for Tyrants
- Tyrannosaurus wrecks
- Villains and Vigilantes
- War of the Ring
- War of the Sky Cities
- Wargaming magazine
- Wild West
- Wizards' World
- Year of the Phoenix